# Yemen ai Giochi della XXVI Olimpiade
Lo Yemen ha partecipato ai Giochi della XXVI Olimpiade di Atlanta, che si sono svolti dal 19 luglio al 4 agosto 1996.
Gli atleti della delegazione yemenita sono 4.

## Risultati

### Atletica Leggera
| Atleta            | Evento      | Batteria  | Batteria  | Quarto di finale | Quarto di finale | Semifinale | Semifinale | Finale          | Finale          |
| Atleta            | Evento      | Risultato | Posizione | Risultato        | Posizione        | Risultato  | Posizione  | Risultato       | Posizione       |
| ----------------- | ----------- | --------- | --------- | ---------------- | ---------------- | ---------- | ---------- | --------------- | --------------- |
| Saeed Basweidan   | 800 m piani | 1'49"35   | 6         | N.D.             | N.D.             | N.D.       | N.D.       | non qualificato | non qualificato |
| Anwar Mohamed Ali | 400 m piani | 50"81     | 8         | N.D.             | N.D.             | N.D.       | N.D.       | non qualificato | non qualificato |
| Mohamed Al-Saadi  | Maratona    | 2h40'41"  | 101       | N.D.             | N.D.             | N.D.       | N.D.       | non qualificato | non qualificato |

### Lotta
| Lotta greco-romana pesi mosca leggeri | Abdullah Al-Izani | N.D. |